# Маркондес, Алтино
Алтино Маркондес (порт.-браз. Altino Marcondes; 16 июля, по другим данным 16 июня 1898, Таубате — 25 мая 1932, Таубате), более известный под именем Тату́ (порт.-браз. Tatú) — бразильский футболист, левый защитник и левый полузащитник.

## Карьера
Тату родился в городе Таубате в семье Теодоро и Донарии Маркондес. Он рано ушёл из дома, присоединившись к цирковой труппе, где работал акробатом. Позже он покинул цирк и стал пожарным в Сан-Паулу. Но там Тату долго не задержался и присоединился к футбольному клубу Понте-Прета, откуда перешёл в «Таубате», выиграв с клубом чемпионат штата среди любителей в 1919 году. В этом клубе он получил своё прозвище «Тату», в честь вида броненосцев, проживающих в Бразилии, чья манера передвижения была похожа на игру Алтино на поле. 
В 1920 году Тату перешёл в «Коринтианс», дебютировав 14 ноября в матче с «Паулистано» (3:1). Первоначально он играл в клубе на позиции левого защитника, но с приходом в «Тимао» Рафаэла Родригеса, был переведён в полузащиту. В 1922 году он стал лучшим бомбардиром команды с 17 голами, чем помог клубу выиграть чемпионат штата. Он еще дважды подряд выигрывал этот турнир, а в 1924 году в финале забил победный гол в ворота «Паулистано», чем принёс своей команде победу в соревновании. Всего за «Коринтианс» Тату провёл 92 матча (74 победы, 7 ничьих и 11 поражений), по другим данным — 95 матчей и забил 63 гола. Полузащитник в период игры за клуб оставался единственным небелым футболистом, среди всех игроков команды. В 1925 году Тату сыграл за «Палестру Италия»
В период выступления за «Коринтианс», Тату вызывался в различные сборной. В 1922 году он поехал в составе сборной Бразилии на чемпионат Южной Америки. 17 сентября он дебютировал на этом турнире в футболке национальной команды в матче с Чили (1:1), где забил гол. Он провёл на турнире все 5 матчей, а его команда завоевала золотые медали. Эти игры были единственными, проведёнными Тату за сборную страны. В 1923 году он выступал за сборную штата Сан-Паулу. Эта команда обыграла сборные штата Риу-Гранди-ду-Сул (4:1), Параны (5:1) и Рио-де-Жанейро (4:0), в этой игре Тату сделал хет-трик.
Затем футболист перешёл в «Васко да Гаму», где играл до 1928 года. Потом играл за «Альянсу» из Эспириту-Санту и «Португезу Деспортос». В этом клубе он дебютировал 8 августа 1929 года в товарищеской игре с португальской «Виторией» (2:2). Также, по некоторым данным, он играл за итальянский «Лацио». Последние годы жизни футболист провёл в бедности. Тату умер в 1932 году от туберкулёза на улице Эмилиу Винтера в Таубате. 10 ноября того же года от этой же болезни умерла его жена Сесилия. У них было двое детей — Зелия (18.08.1923—5.11.1980) и Ари (20.7.1926—26.6.2007). Зелия была одинокой, у Ари было двое детей — Ари Антонио и Мейре.

## Международная статистика
| Матчи Тату за сборную Бразилии | Матчи Тату за сборную Бразилии | Матчи Тату за сборную Бразилии | Матчи Тату за сборную Бразилии | Матчи Тату за сборную Бразилии | Матчи Тату за сборную Бразилии | Матчи Тату за сборную Бразилии |
| ------------------------------ | ------------------------------ | ------------------------------ | ------------------------------ | ------------------------------ | ------------------------------ | ------------------------------ |
| №                              | Дата                           | Место проведения               | Оппонент                       | Счёт                           | Голы                           | Турнир                         |
| 1                              | 17 сентября 1922               | Рио-де-Жанейро                 | Чили                           | 1:1                            | 1                              | Чемпионат Южной Америки        |
| 2                              | 24 сентября 1922               | Рио-де-Жанейро                 | Парагвай                       | 1:1                            | —                              | Чемпионат Южной Америки        |
| 3                              | 1 октября 1922                 | Рио-де-Жанейро                 | Уругвай                        | 0:0                            | —                              | Чемпионат Южной Америки        |
| 4                              | 15 октября 1922                | Рио-де-Жанейро                 | Аргентина                      | 2:0                            | —                              | Чемпионат Южной Америки        |
| 5                              | 22 октября 1922                | Рио-де-Жанейро                 | Парагвай                       | 3:0                            | —                              | Чемпионат Южной Америки        |

## Достижения
- Чемпион Южной Америки: 1922
- Чемпион штата Сан-Паулу: 1922, 1923, 1924

## Статистика
- Профиль на СамбаФут